# Ludmiła Engquist
Ludmiła Engquist, wcześniej znana jako Ludmiła Leonowa i Ludmiła Narożylenko (ur. 21 kwietnia 1964 w Czelabińsku) – radziecka i rosyjska, a od 31 grudnia 1995 – szwedzka lekkoatletka, specjalizująca się w biegu na 100 m przez płotki. Mistrzyni olimpijska (1996) oraz olimpijka z 1988 i 1992 roku, mistrzyni świata.

## Życiorys
Ludmiła Narożylenko rozpoczęła swoją wieloletnią karierę jeszcze w czasach Związku Radzieckiego. Jej pierwszym wielkim sukcesem był tytuł mistrzyni świata z Tokio w 1991, gdzie pokonała utytułowaną Amerykankę Gail Devers. Rok później na zawodach w Sewilli ustanowiła swój rekord życiowy w biegu na 100 m przez płotki czasem 12,26 s, który do dzisiaj daje jej trzecie miejsce na liście najlepszych zawodniczek w tej konkurencji.
W 1993 Narożylenko została skazana na czteroletnią dyskwalifikację za niedozwolony doping. Jednak w 1995 pozwolono jej wrócić na bieżnię, gdy okazało się, że sterydy podawał zawodniczce bez jej wiedzy jej były mąż. Dzięki tej decyzji mogła wystąpić na igrzyskach olimpijskich w Atlancie w 1996, gdzie pojawiła się już jako obywatelka Szwecji. Zdobyła wówczas złoty medal, pokonując Słowenkę Bukovec i Francuzkę Girard. Rok później podczas mistrzostw świata w Atenach zdobyła swój drugi tytuł mistrzyni świata.
Karierę Engquist przerwała jednak poważna choroba – rak piersi. Zawodniczka musiała poddać się operacji usunięcia jednej piersi. Mimo to powróciła jeszcze na lekkoatletyczną bieżnię i zdobyła brązowy medal na mistrzostwach świata w 1999.

## Najlepszy wynik w sezonie
100 m przez płotki
| Rok  | Wynik | Miejsce   | Data        | Wynik na świecie |
| ---- | ----- | --------- | ----------- | ---------------- |
| 1988 | 12,62 | Soczi     | 1 czerwca   | 8.               |
| 1989 | 12,69 | Wołgograd | 10 czerwca  | 5.               |
| 1990 | 12,64 | Wołgograd | 18 sierpnia | 5.               |
| 1991 | 12,28 | Kijów     | 11 lipca    | 1.               |
| 1992 | 12,26 | Sewilla   | 6 czerwca   | 1.               |
| 1996 | 12,47 | Atlanta   | 29 lipca    | 1.               |
| 1997 | 12,50 | Ateny     | 10 sierpnia | 1.               |
| 1999 | 12,47 | Sewilla   | 28 sierpnia | 4.               |

Źródło:

## Rekordy życiowe
- bieg na 100 metrów (stadion) – 11,04 – Chania 31/05/1992
- bieg na 200 metrów (stadion)– 23,03 – Soczi 19/05/1988
- bieg na 200 metrów (hala) – 22,98 – Moskwa 25/02/1990
- bieg na 60 metrów przez płotki (hala) – 7,69 – Czelabińsk 04/02/1990 – 5. wynik w historii światowej lekkoatletyki
- bieg na 100 metrów przez płotki (stadion) – 12,26 – Sewilla 06/06/1992 – 10. wynik w historii światowej lekkoatletyki
- bieg na 100 metrów przez płotki (hala) – 12,64 – Tampere 10/02/1997 (halowy rekord świata)